# القنب الهندي في مالي
القنب الهندي في مالي غير قانوني.

## التاريخ
استندت قوانين مالي ضد القنب الهندي إلى قوانين الحقبة الاستعمارية الفرنسية.

## الاستخدامات التقليدية
في مالي, كان القنب يعتبر مثيرًا للشهوة الجنسية.

## الأقتصاد
مالي جزء من طريق تهريب راتنج القنّب الذي يمتد من المغرب إلى مصر والسودان, وما بعده إلى أوروبا. يُدار الشبكات إلى حد كبير من قبل الماليين العرب الذين تربطهم صلات مجتمعية بموريتانيا والنيجر.